# Moira Walley-Beckett

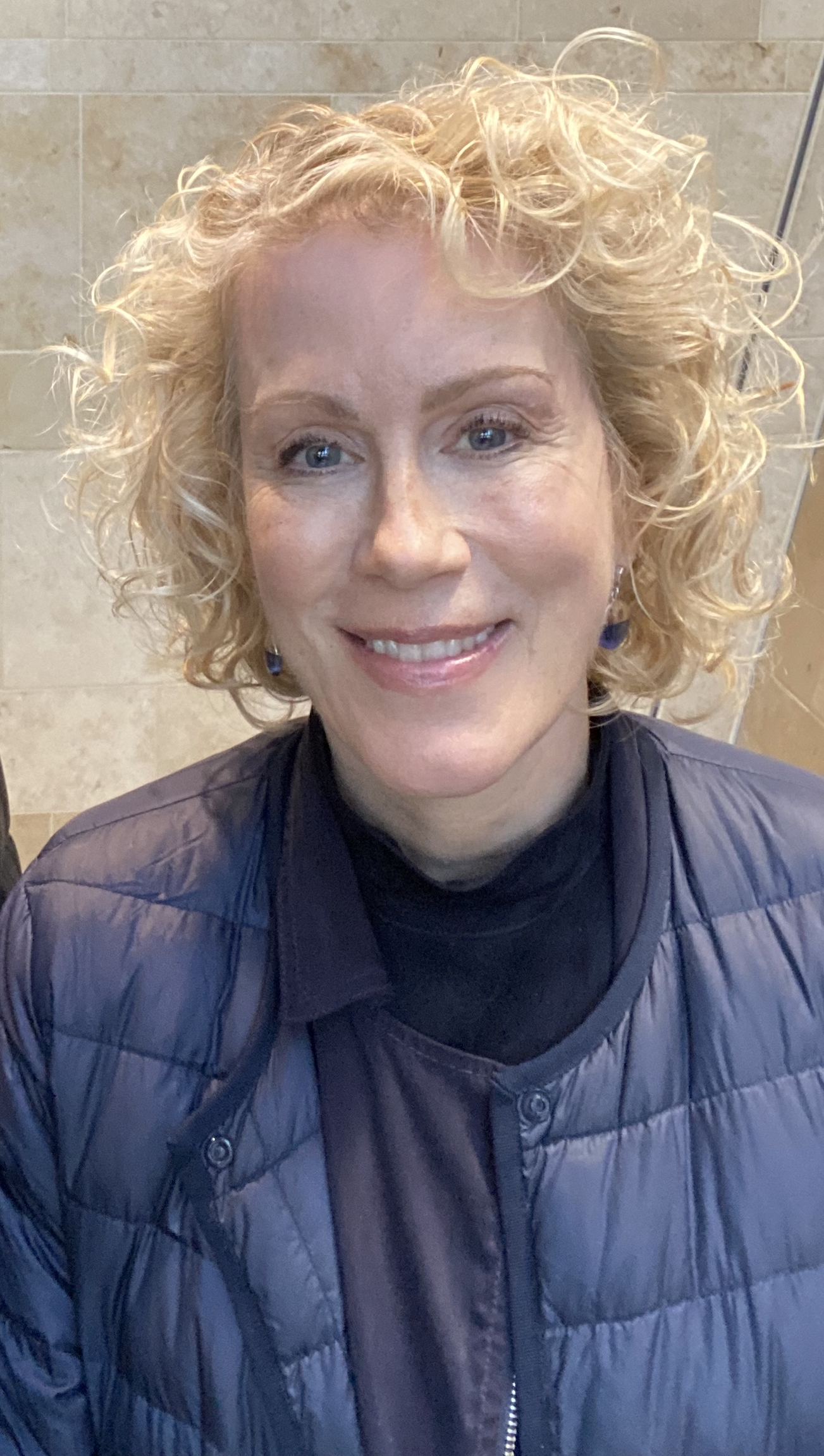
Moira Walley-Beckett (2023)

Moira Walley-Beckett ist eine in Kanada geborene Fernsehschauspielerin, -drehbuchautorin und -produzentin. Für ihre Arbeit an der AMC-Kabelserie Breaking Bad gewann sie mehrere Auszeichnungen, unter anderem den Emmy für das beste Drehbuch einer Dramaserie. Zudem war sie als Showrunnerin für Flesh and Bone und Anne with an E tätig.

## Karriere
Moira Walley-Beckett wuchs in Vancouver auf und begann mit drei Jahren ihre Tanzkarriere. Bereits in ihrer frühen Kindheit nahm sie Unterricht in Jazz und Ballett, letzteres bis heute. Walley-Beckett besuchte die Banff School of Fine Arts, tanzte mehrere Jahre professionell, wechselte daraufhin zum Musiktheater und spielte in mehr als 30 Theaterproduktionen mit. In ihren 20er Jahren zog sie nach Los Angeles, um ihre Schauspielkarriere voranzutreiben. Von Mitte der 1980er bis Anfang der 2000er war Moira Walley-Beckett vor allem in den USA als Fernsehschauspielerin tätig. Während dieser Zeit hatte sie in über 30 Fernsehproduktionen Gastauftritte. Ihren ersten Fernsehauftritt hatte sie 1984 in dem Fernsehfilm Secrets of a Married Man mit den Schauspielern William Shatner, Michelle Phillips und Cybill Shepherd. Von 1988 bis 1990 hatte sie in der kanadischen Fernsehserie Strandpiraten einen ersten längeren Handlungsbogen.
2007 begann Moira Walley-Beckett, als Drehbuchautorin für die kurzlebige NBC-Dramaserie Raines mit Jeff Goldblum in der Hauptrolle zu arbeiten. 2008 schrieb sie gemeinsam mit Alex Taub ein Drehbuch der ABC-Musicalserie Eli Stone. 2009 begann sie mit der zweiten Staffel, für die AMC-Fernsehserie Breaking Bad zu schreiben. Bis zum Ende der Serie 2013 arbeitete sie Episoden im Autorenraum aus und schrieb insgesamt neun Episoden der Fernsehserie. Unter anderem schrieb sie mit Thomas Schnauz die Episode Endzeit, die 2012 eine Nominierung für den WGA-Award der Writers Guild of America als beste Drama-Episode erhielt. Walley-Beckett ist ebenfalls für die Episode Ozymandias verantwortlich, die laut Showrunner Vince Gilligan Höhepunkt der Serie ist und einen Emmy für das beste Drehbuch erhielt. Walley-Beckett gewann mit Breaking Bad zwei weitere Emmys, drei WGA-Awards und einen PGA-Award. Noch während ihrer Zeit bei Breaking Bad arbeitete sie 2011 bis 2012 an der ABC-Fernsehserie Pan Am, für die sie drei Episoden schrieb.
Nach dem Ende der Fernsehserie Breaking Bad entwickelte sie für Starz ihre eigene Fernsehserie, Flesh and Bone, ein düsteres Ballett-Drama, das im November 2015 erschien. Ihre kanadische Fernsehserie Anne with an E, die auf dem Roman Anne auf Green Gables basiert, wurde von 2017 bis 2019 in Kanada auf CBC Television und in den USA auf Netflix veröffentlicht. 2018 feierte The  Grizzlies, der erste Spielfilm, für den Walley-Beckett das Drehbuch schrieb, seine Premiere auf dem Toronto International Film Festival. 2024 wurde ihre Arbeit als Showrunnerin der Verfilmung der Fantasy-Romanserie Fourth Wing für Amazon bekannt gegeben.

## Filmografie
Als Schauspielerin
- 1984: Secrets of a Married Man (Fernsehfilm)
- 1984: Runaway – Spinnen des Todes (Runaway)
- 1985: Wie sag ich’s meinen Eltern (Fernsehfilm)
- 1986: Danger Bay (Fernsehserie, Folge 1x07)
- 1986: Firefighter (Fernsehfilm)
- 1987: Stingray (Fernsehserie, Folge 2x08)
- 1987: 21 Jump Street – Tatort Klassenzimmer (21 Jump Street, Fernsehserie, Folge 2x06)
- 1987: The Gunfighters (Fernsehfilm)
- 1987: The New Adventures of Beans Baxter (Fernsehserie, Folge 1x14)
- 1988: Eine Dame namens Laura (Laura Lansing Slept Here, Fernsehfilm)
- 1988: MacGyver (Fernsehserie, Folge 3x19)
- 1988: Diamonds (Fernsehserie, Folge 1x22)
- 1988: Kampf gegen die Mafia (Wiseguy, Fernsehserie, Folge 2x01)
- 1988–1990: Strandpiraten (The Beachcombers, Fernsehserie, 3 Folgen)
- 1989: Jake und McCabe – Durch dick und dünn (Jake and the Fatman, Fernsehserie, Folge 3x01)
- 1990: Feuer an Bord von Flug 1501 (Crash: The Mystery of Flight 1501, Fernsehfilm)
- 1991–1992: Tropical Heat (Sweating Bullets, Fernsehserie, 2 Folgen)
- 1992: Highlander (Fernsehserie, Folge 1x11)
- 1996: Diagnose: Mord (Diagnosis Murder, Fernsehserie, Folge 3x14)
- 1997: Lost on Earth (Fernsehserie, Folge 1x10)
- 1997 Pretender (The Pretender, Fernsehserie, Folge 1x18)
- 1997: Riot (Fernsehfilm)
- 1997: Chicago Hope – Endstation Hoffnung (Chicago Hope, Fernsehserie, Folge 4x08)
- 1997: Rockford: Detektiv im Rampenlicht (The Rockford Files: Shoot-Out at the Golden Pagoda, Fernsehfilm)
- 1998: Mike Hammer, Private Eye (Fernsehserie, 2 Folgen)
- 1999: Emergency Room – Die Notaufnahme (ER, Fernsehserie, Folge 5x21)
- 1999: Two-Eleven
- 2000: Seven Days – Das Tor zur Zeit (Seven Days, Fernsehserie, Folge 2x23)
- 2000: Higher Ground (Fernsehserie, 3 Folgen)
- 2000: Practice – Die Anwälte (The Practice, Fernsehserie, Folge 5x09)
- 2001: New York Cops – NYPD Blue (NYPD Blue, Fernsehserie, Folge 8x09)
- 2001: The Swinging Nutcracker (Fernsehfilm)
- 2002: Philly (Fernsehserie, Folge 1x22)

Als Drehbuchautorin
- 2007: Raines (Fernsehserie)
- 2008: Eli Stone (Fernsehserie)
- 2009–2013: Breaking Bad (Fernsehserie)
- 2011–2012: Pan Am (Fernsehserie)
- 2015: Flesh and Bone (Fernsehserie)
- 2017–2019: Anne with an E (Fernsehserie)
- 2018: The Grizzlies

## Auszeichnungen
Moira Walley-Beckett gewann zahlreiche Auszeichnungen für ihre Arbeit als Drehbuchautorin an der Fernsehserie Breaking Bad. Unter anderem gewann sie drei WGA-Awards und drei Emmys, darunter 2015 den Drehbuch-Emmy für die Breaking-Bad-Folge Ozymandias.
| Tabellarische Übersicht der Auszeichnungen und Nominierungen | Tabellarische Übersicht der Auszeichnungen und Nominierungen | Tabellarische Übersicht der Auszeichnungen und Nominierungen | Tabellarische Übersicht der Auszeichnungen und Nominierungen | Tabellarische Übersicht der Auszeichnungen und Nominierungen |
| Jahr                                                         | Auszeichnung                                                 | Für                                                          | Kategorie                                                    | Resultat                                                     |
| ------------------------------------------------------------ | ------------------------------------------------------------ | ------------------------------------------------------------ | ------------------------------------------------------------ | ------------------------------------------------------------ |
| 2010                                                         | Writers Guild of America Award                               | Breaking Bad                                                 | Drama Series                                                 | Nominiert                                                    |
| 2011                                                         | Writers Guild of America Award                               | Breaking Bad                                                 | Drama Series                                                 | Nominiert                                                    |
| 2011                                                         | Writers Guild of America Award                               | Breaking Bad                                                 | Dramatic Series                                              | Nominiert                                                    |
| 2012                                                         | Writers Guild of America Award                               | Breaking Bad, Episode 4x12 Endzeit                           | Episodic Drama                                               | Nominiert                                                    |
| 2012                                                         | Writers Guild of America Award                               | Breaking Bad                                                 | Dramatic Series                                              | Gewonnen                                                     |
| 2013                                                         | Writers Guild of America Award                               | Breaking Bad                                                 | Dramatic Series                                              | Gewonnen                                                     |
| 2014                                                         | Writers Guild of America Award                               | Breaking Bad                                                 | Drama Series                                                 | Gewonnen                                                     |
| 2013                                                         | Producers Guild of America Award                             | Breaking Bad                                                 | Outstanding Producer of Episodic Television, Drama           | Nominiert                                                    |
| 2014                                                         | Producers Guild of America Award                             | Breaking Bad                                                 | Outstanding Producer of Episodic Television, Drama           | Gewonnen                                                     |
| 2015                                                         | Producers Guild of America Award                             | Breaking Bad                                                 | Outstanding Producer of Episodic Television, Drama           | Gewonnen                                                     |
| 2012                                                         | Emmy                                                         | Breaking Bad                                                 | Outstanding Drama Series                                     | Nominiert                                                    |
| 2013                                                         | Emmy                                                         | Breaking Bad                                                 | Outstanding Drama Series                                     | Gewonnen                                                     |
| 2014                                                         | Emmy                                                         | Breaking Bad                                                 | Outstanding Drama Series                                     | Gewonnen                                                     |
| 2014                                                         | Emmy                                                         | Breaking Bad, Episode 5x14 Ozymandias                        | Outstanding Writing for a Drama Series                       | Gewonnen                                                     |